# Phoenix Finance
Phoenix Finance – brytyjska firma zajmująca się bankowością, która próbowała wejść do Formuły 1 w sezonach 2002 i 2003. Dyrektorem zarządzającym firmy był Charles Nickerson.

## Przejęcie Prost Grand Prix
Krótko przed Grand Prix Australii 2002 firma Phoenix Finance wykupiła pozostałości po zespole Prost Grand Prix, przebijając ofertę szefa Minardi Paula Stoddarta. Firma miała nadzieje rozpocząć rywalizację w Formule 1 od następnej rundy, Grand Prix Malezji. Zespół miał użyć bolidu Prost AP04, z którego korzystano przez cały wcześniejszy sezon oraz jednostek napędowych Arrows V10, zaprojektowanych przez firmę Hart na sezon 1998. Tom Walkinshaw, szef Arrows planował nawet dać zespołowi wsparcie.
Plany rozpoczęcia rywalizacji w F1 ciągle napotykały jednak problemy. Sporną kwestią okazało się to, czy Phoenix był tylko Prost GP pod nową nazwą, czy też nowym zespołem z częścią starych aktywów Prost GP. Zgłoszenie do mistrzostw zostało odrzucone przez FIA, ponieważ zespół nie wykupił Prost Grand Prix w całości, przez co uczynił go zupełnie nowym zespołem. Będąc nowym zespołem, Phoenix Finance było zobligowane zapłacić 48 milionów dolarów opłaty, aby móc uczestniczyć w wyścigach. Jako że zespół tego nie uczynił, nie mógł pojawić się na starcie. Szef FOM, Bernie Ecclestone twierdził o Charlesie Nickersonie: „On nie kupił nic w Formule 1. Wszystko co kupił, to tylko kilka pokazowych samochodów”. Z drugiej strony, Phoenix Finance uważało, że nabywając własności francuskiego zespołu, nabyło również prawo do uczestnictwa w mistrzostwach, które ich zdaniem oznaczało, że nie muszą płacić wcześniej wspomnianej 48-milionowej opłaty na rzecz FIA. Federacja Sportów Motorowych później odrzuciła te roszczenia, stanowiąc tym samym, że prawo do udziału w zawodach nie może zostać sprzedane lub kupione.
Phoenix pojawiło się na Sepang International Circuit podczas Grand Prix Malezji wraz z dwoma byłymi kierowcami Minardi – Tarso Marquesem i Gastónem Mazzacane, którzy mieli zasiąść za sterami bolidów AP04. Będąc w Malezji z inżynierami, dwoma samochodami Prost GP oraz kierowcami, Phoenix planowało wystąpić w wyścigu. Organizatorzy zabronili jednak zespołowi uczestnictwa w grand prix. Zespół posunął się nawet do pozwania FIA do Sądu Najwyższego, lecz ten poparł stanowisko Federacji, mówiące, że prawo do udziału w mistrzostwach nie może zostać kupione ani sprzedane.